# Джеймі Брюер
Джеймі Брю́ер (англ. Jamie Brewer; нар. 5 лютого 1985 року, Каліфорнія, США) — американська акторка.

## Біографія
Народилася 5 лютого 1985 року в Каліфорнії, США. У неї — синдром Дауна. 1999 року вона почала брати уроки театральної майстерності, грала в драмах, мюзиклах, комедіях.
Її дебют на телебаченні відбувся 2011 року, коли вона зіграла Аделаїду «Едді» Ленгдон у першому сезоні «Будинок-убивця» телесеріалу Американська історія жаху. У 2013 знялася у епізоді "Heat" телесеріалу «Південна територія», після чого повернулася до «Американської історії жахів» (третій та четвертий сезони).
У 2015 році вона стала першою жінкою із синдромом Дауна, що вийшла на подіум тижня моди в Нью-Йорку.
Джеймі знялася в документальному фільмі «Мій наступний подих», вихід якого відбувся 2016 року.

## Фільмографія

### Телебачення
| Рік       |    | Українська назва                          | Оригінальна назва                   | Роль                    |
| --------- | -- | ----------------------------------------- | ----------------------------------- | ----------------------- |
| 2011      | с  | Американська історія жаху: Будинок-убивця | American Horror Story: Murder House | Аделаїда Ленґдон        |
| 2013      | с  | Південна територія                        | Southland                           | Аманда                  |
| 2013—2014 | с  | Американська історія жаху: Шабаш          | American Horror Story: Coven        | Нан                     |
| 2015      | с  | Американська історія жаху: Шоу виродків   | American Horror Story: Freak Show   | Марджорі                |
| 2015      | с  | Переплутані при народженні                | Switched at Birth                   | помічник учителя        |
| 2017      | с  | Американська історія жаху: Культ          | American Horror Story: Cult         | Хедда                   |
| 2017      | тф |                                           | Love You More                       | Меґґі                   |
| 2018      | с  | Американська історія жаху: Апокаліпсис    | American Horror Story: Apocalypse   | Нан                     |
| 2020      | с  |                                           | Station 19                          | Роуз                    |
| 2021      | с  | Американські історії жахів                | American Horror Stories             | Аделаїда «Едді» Ленґдон |

### Фільми
| Рік  |     | Українська назва | Оригінальна назва   | Роль              |
| ---- | --- | ---------------- | ------------------- | ----------------- |
| 2016 | док |                  | My Next Breath      | у ролі самої себе |
| 2017 | кф  |                  | Whitney's Wedding   | Вітні             |
| 2017 | кф  |                  | Kill Off            | Соня              |
| 2019 | ф   |                  | Turnover            | Джина             |
| 2019 | кф  |                  | Second Date         | Маура             |
| 2019 | кф  |                  | The Wagon           | Клер              |
| 2019 | кф  |                  | The Hoarding        | Мері              |
| 2021 | ф   | Загублене серце  | Cherry              | Шеллі             |
|      | ф   |                  | Snow Moon Awakening | Аврора            |